# Rue Anna-Jaclard
La rue Anna-Jaclard est une rue du 12e arrondissement de Paris, en France. 

## Situation et accès
La rue Anna-Jaclard est située dans le 12e arrondissement de Paris. Elle se situe entre la rue Jorge-Semprún et la rue du Charolais.

## Origine du nom

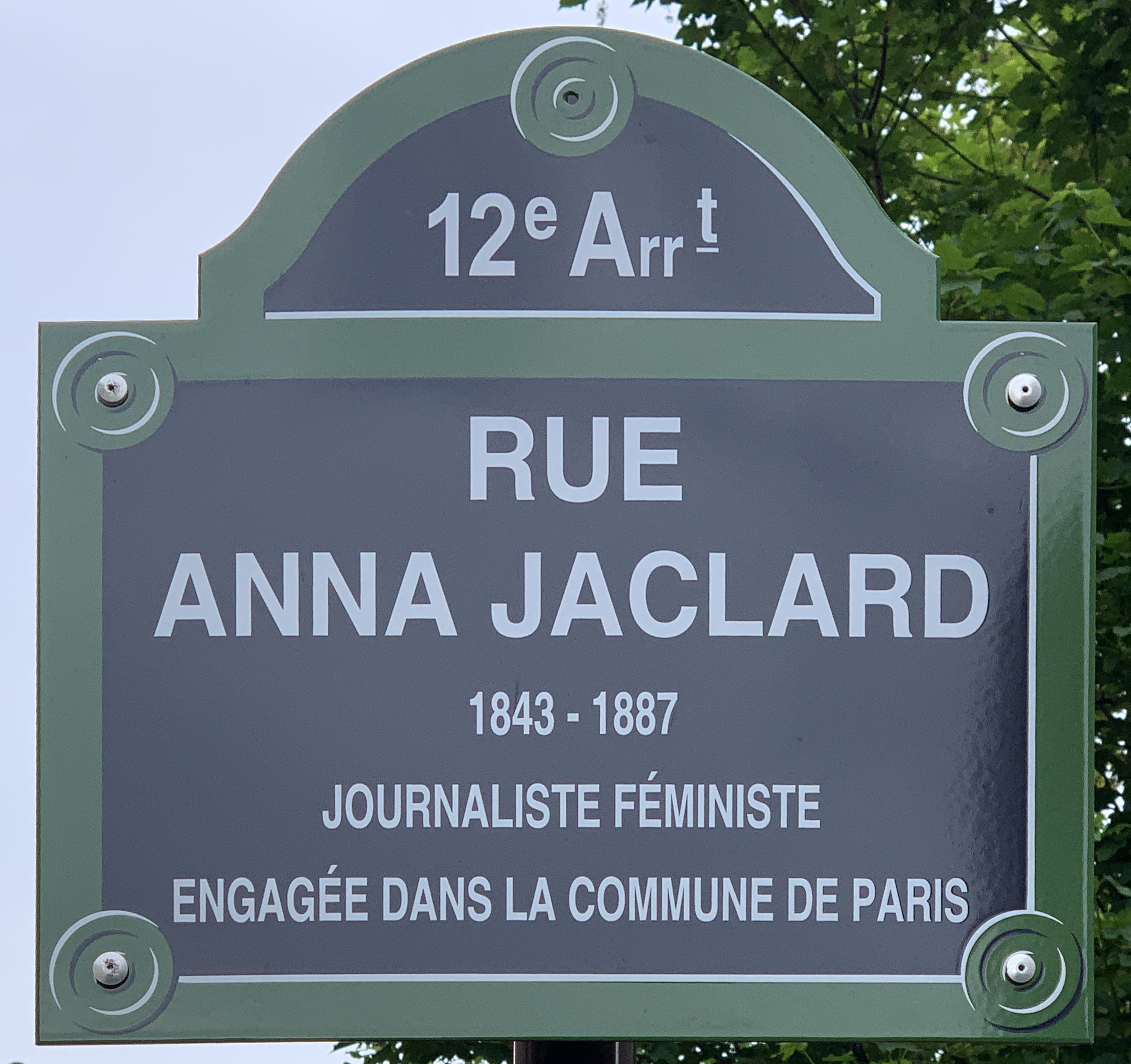
Plaque de la rue.

La rue porte le nom d'Anna Jaclard (1843-1887), socialiste et féministe révolutionnaire russe, qui prend une part active à la Commune de Paris en 1871 et à l'Association internationale des travailleurs. Pendant la Commune, elle est membre du Comité de Vigilance des citoyennes, déléguée aux hôpitaux et membre de l'Union des femmes.

## Historique
Cette rue reçoit le nom de « rue Anna-Jaclard »,. Elle est inaugurée le 12 mai 2021.